# ピースヴィル・レコード
ピースヴィル・レコード (Peaceville Records) は、イギリス・イングランドのデューズベリーのヘヴィメタルを中心に扱うインディーズレーベル。1987年にウェスト・ヨークシャーのデューズベリーで、ポール・“ハミー”・ハムショー (Paul "Hammy" Halmshaw)が設立した。

## 概要
設立当初は、アナーコパンクなどのパンク・ロックを中心に取り扱うテープレーベルであった。その後、クラストコアや、ハードコア・パンク、それに影響を受けたヘヴィメタルを取り扱うようになり、パンク・ロックからヘヴィメタルを中心に扱うようになった。1988年にハムショーがフルタイムでレーベル運営を行うようになる。ただし、1981年にInstigatorsのデモテープをリリースするためにレーベルは設立されている。
このような経緯から、ピースヴィルはドゥームメタルと1980年代のイギリスのパンク・ロックシーンのコネクションとして知られている。サブレーベルに、スラッシュメタルを中心に扱うデフ・レコード (Deaf Records)や、サイケデリック・エレクトロニカを中心に扱うドリームタイム・レコード (Dreamtime Records)がある。
しかしながら、「ピースヴィル出」のバンド群として知られるオートプシー、ダークスローン、マイ・ダイイング・ブライド、アナセマ、オーペス、カタトニア、パラダイス・ロストは、ピースヴィルのレーベルの特性をよく示している。また、ピースヴィルはアンチ・メジャーなスタンスと左翼的な政治姿勢で知られるようになった。
2006年11月、最初のレーベル設立から25年間、レーベルの舵を切っていたハムショーと副社長のリサ・ハムショーが新しいプロジェクトに集中するためにピースヴィルを離れることが発表された。そして、ハムショーのアシスタントを務めていたポール・グラウンドウェル (Paul Groundwell)が後任に就いた。
2000年から、Snapper Musicが販売を担当している。

## アーティスト一覧
- Abscess
- Asgaroth
- Aura Noir
- Autopsy
- Barren Earth
- Bloodbath
- Cradle of Filth
- Darkthrone
- Gallhammer
- Katatonia
- Madder Mortem
- My Dying Bride
- Novembre
- Porcupine Tree
- The Provenance

### 過去の契約アーティスト
- Acrimony
- Agathocles
- Akercocke
- Anathema
- At the Gates
- Axegrinder
- Behemoth
- Blackstar
- The Blood Divine
- Chumbawamba
- Deviated Instinct
- Dominion
- Doom
- Electro Hippies
- G.G.F.H.
- Isengard
- Kong
- Opeth
- Paradise Lost
- Pentagram
- Pitchshifter
- Sonic Violence
- Therion
- Vital Remains

## コンピレーション
- A Vile Peace (1987)
- Vile Vibes (1990)
- Peaceville Volume 4 (1992)
- The Best of Peaceville (1995)
- Autumn Sampler '95 (1995)
- Under the Sign of the Sacred Star (1996)
- Peaceville X (1998)
- Peaceville Classic Cuts (2001)
- Peaceville Sampler 2002 (2002)
- New Dark Classics (2006)
- Metal Hammer (2006)
- 21 Years Of Doom, Death & Darkness (2008)